# Verkhneossinovski
Verkhneossinovski (en rus: Верхнеосиновский) és un poble (un khútor) de l'óblast de Volgograd, a Rússia, segons el cens del 2010 tenia 141 habitants.